# Dioscorea lehmannii
Dioscorea lehmannii är en enhjärtbladig växtart som beskrevs av Edwin Burton Uline. Dioscorea lehmannii ingår i släktet Dioscorea och familjen Dioscoreaceae. Inga underarter finns listade i Catalogue of Life.